# Colt 1851 Navy Revolver
Colt Revolving Belt Pistol of Naval Caliber (тобто калібру .36), пізніше відомий Colt 1851 Navy або Navy Revolver  — це капсульний револьвер розроблений Семюелем Кольтом у період з 1847 по 1850. Спочатку Кольт назвав цей револьвер модель Ranger; але швидко за ним закріпилась назва Navy. Він випускався до 1873, коли набули поширення револьвери під металеві набої. Загальна кількість вироблених револьверів склала 250000 штук, яку перевищили лише моделі Colt Pocket які вироблялися паралельно, і близько 22000 штук вироблених револьверів у Лондонському арсеналі.

## Характеристики
Револьвер калібру .36 Navy був легший за тогочасний револьвер Кольт Dragoon який був переробленою моделлю револьвера Walker Colt  калібру .44 випуску 1847, від якого Кольт Dragoon отримав розмір і вагу. Загалом він був збільшеною версією револьвера .31 калібру Кольт Pocket Percussion, яка розвинулася з ранньої моделі Baby Dragoon, і, як і вони, є покращеними у механічній частині і спрощений нащадок револьвера 1836 Paterson. Як видно з заводського найменування револьвера Navy, був пристосований для носіння у поясній кобурі. Він став дуже популярним у Північній Америці під час експансії на Захід. Кольт проводив агресивну рекламу щодо своїх револьверів Navy та інших моделей у Європі, Азії та Африці. Як і багато револьверів Кольта він був шестизарядним.
Барабан револьвера мав гравірування яке зображувало сцену з битви при Кампече Другого Техаського флоту 16 травня 1843. Спочатку техаський флот замовив револьвери Colt Paterson, це був перший великий успіх Кольта у торгівлі зброєю; тому гравірування з морською сценою був жестом вдячності з боку Кольта. Гравірування зробив Уотерман Ормсбі. Незважаючи на назву "Navy", револьвери загалом замовляли цивільні і сухопутні військові.
Кругла свинцева куля .36 калібру (діаметром .375—.380 дюйму) мала вагу 5,1 г і досягала швидкості 304 м/с. За потужністю її можна порівняти з сучасним набоєм калібру .380. Заряд складалася з пороху та куля які були обернуті металевою фольгою (спочатку) або легкозаймистим папером (часи Громадянської війни), усі заряди підпалювалися фульмінатним капсулем, який одягали на патрубок у задній частині барабану. 
Невелика кількість револьверів Navy було випущено під калібр .34. Іншою рідкою моделлю револьвера 51 Navy є модель під калібр .40, близько 5 штук було випущено у 1858 для тестування у військово-морському бюро озброєнь США. 
Прицільні пристосування складаються з конічної латунної мушки яку впресовано у передню частину ствола і вирізу на курку ударника, як у більшості ударних револьверів Кольта. Незважаючи на відносну непродуманості розташування прицільних пристосувань, ці револьвери і їх сучасні репліки в цілому досить точні.

## Перероблені Colt 1851 Navy
Першим револьвером під металічний набій створений Кольтом став револьвер Thuer—Conversion Model, конструкцію револьвера під металічний набій який не потребував барабану з циліндричними каморами, щоб не порушувати патент Ролліна Уайта. Було перероблено невелику кількість (приблизно 1000—1500) револьверів Model 1851 Navy. Вони використовували фронтальне заряджання, набої були злегка конусоподібними щоб підходити під камори барабану які також були зроблені конусоподібним.
Після закінчення дії патенту Ролліна Уайта (3 квітня 1869), револьвери Кольт 1851 (та 1861 Navy) були перероблені під новий набій калібру .38 з кільцевим або центральним запаленням, ці револьвери мали назву Colt Model 1851 Richards—Mason Conversion і були перероблені на фабриці Кольта.

## Використання
Відомими власниками револьверів "Navy" були Дикий Білл Хікок, Джон Генрі "Док" Голлідей, Річард Френсіс Бертон, Нед Келлі, Буллі Гейс, Річард Г. Бартер, Роберт Едвард Лі, Натан Б. Форрест, Джон о'Ніл, Френк Гардінер, Вершники Квантрілла, Джон Коффі "Джек" Гейс, "Бігфут" Уоллес, Бен Маккалох, Еддісон Джіллеспі, Джон "Rip" Форд, "Sul" Росс та більшість Техаських Рейнджерів переважно під час Громадянської війни і вигаданий Рустер Когбурн. Його продовжували використовувати і після того як з'явилося багато револьверів під сучасні набої.
Канадські моделі Кольт 1851 (зроблені у Лондоні) мають штамп на дерев'яному руків'ї "догори ногами" з літерами U_C (для Верхньої Канади (Upper Canada), тепер Онтаріо, Канада) або L_C (для Нижньої Канади (Lower Canada), тепер Квебек, Канада), літерний код підрозділу і цифровий код зброї у цьому підрозділі, тобто.
U_C

 D

21

Це розшифровується як Верхня Канада, D = Кавалерія Тороно, 21-ий револьвер.
Османська імперія використовувала револьвер під час Російсько-турецької війни 1877–78 навіть незважаючи на те, що він сильно застарів у порівнянні з російським револьвером Smith & Wesson Model 3

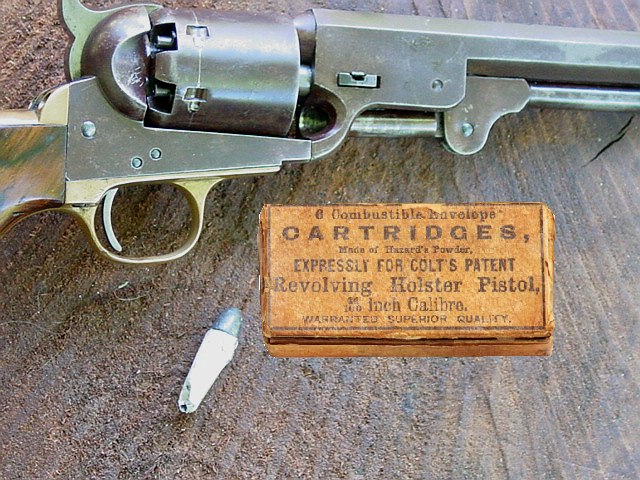
Набої з горючого паперу; шість у коробці
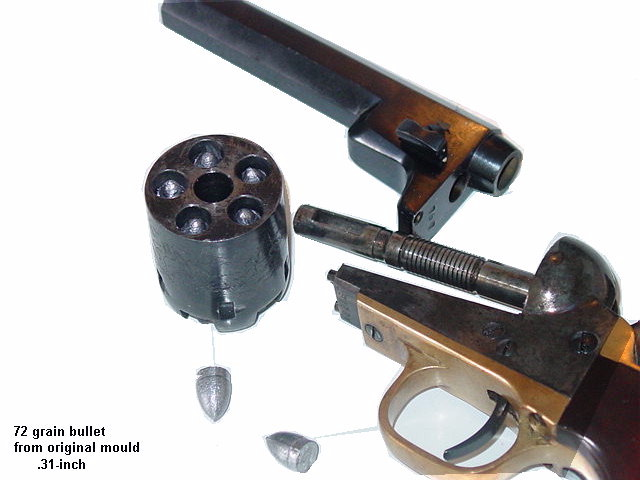
Шпиндель барабану служив шомполом на моделях без важеля заряджання
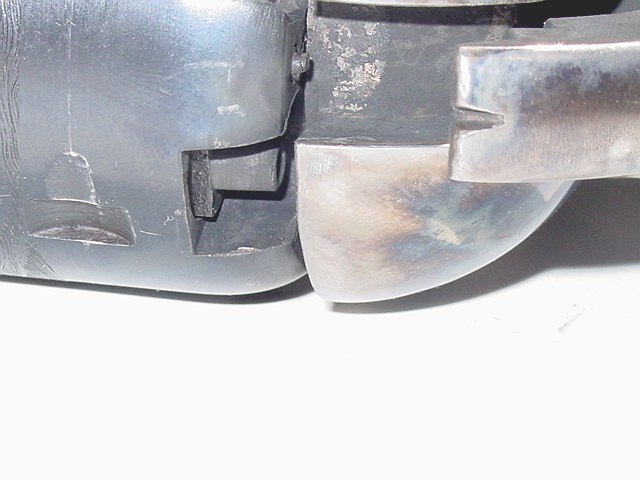
Запобіжна втулка між каморами барабану
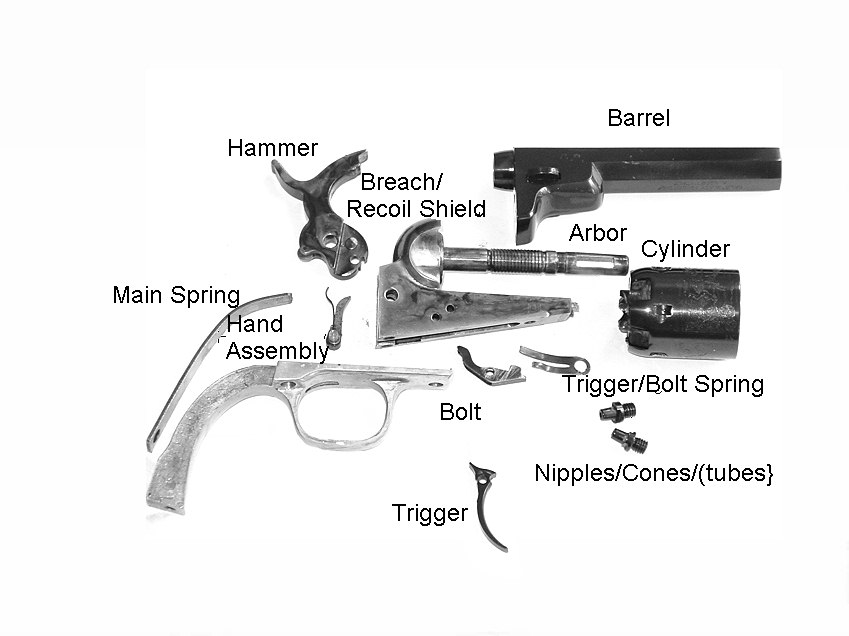
Револьвер Кольта після 1850
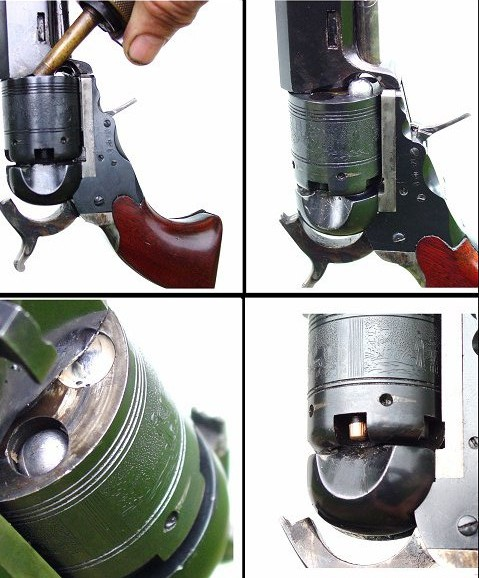
Процес заряджання ударного револьвера
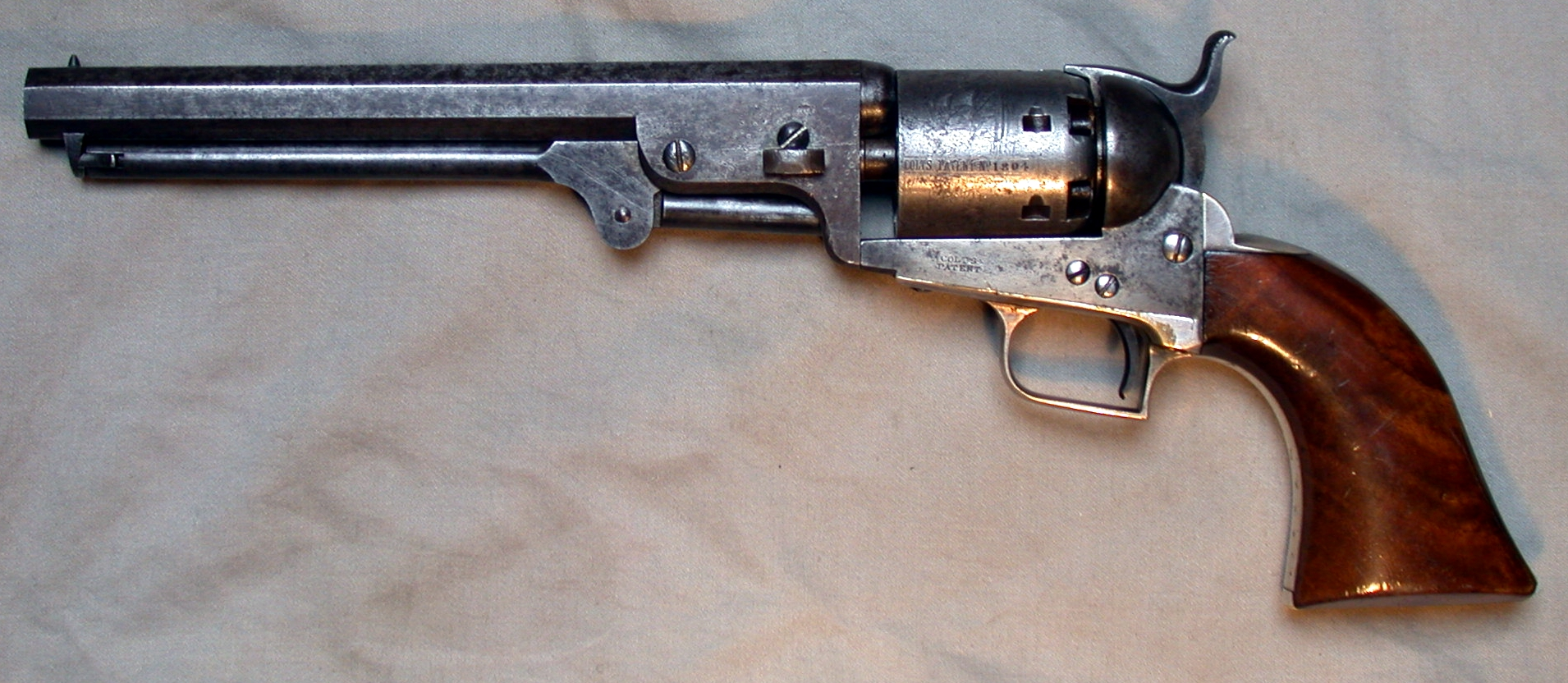
Рання Colt Navy Mod 1851, Друга Модель з квадратною запобіжною скобою
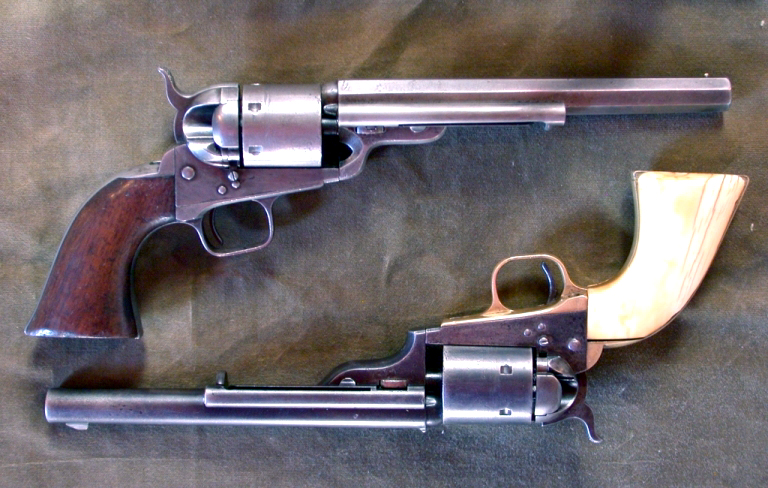
Згори: Navy 51 .38 Conversion, знизу: Colt Open Top 1872